# Сент-Джон-Фигтри
Сент-Джон-Фигтри (англ. Saint John Figtree Parish) — один из 14 округов (единица административно-территориального деления) государства Сент-Китс и Невис. Расположен на острове Невис. Административный центр и крупнейший город — Фигтри. Площадь 21,3 км², население 2 922 человек (2001).
Церковь Фигтри — место бракосочетания Нельсона и Фанни Нисбет.